# ティボー6世 (ブロワ伯)
ブロワ伯ティボー6世（フランス語：Thibaut VI, comte de Blois, 1190年 - 1218年4月16/22日）は、ブロワ伯およびクレルモン伯（在位：1205年 - 1218年）。

## 生涯
ティボー6世はブロワ伯ルイ1世とクレルモン伯ラウール1世の娘カトリーヌの間に生まれた。
ティボー6世は、マティルド・ダランソンおよびクレマンス・デ・ロシュと2度結婚したが、どちらの結婚でも子供は生まれなかった。クレマンスはシャトーダン子爵ジョフロワ6世と再婚した。
ティボー6世はカスティーリャでムーア人と戦ったが、遠征の間にハンセン病にかかり、領地に帰った。ティボー6世はラ・フェルテ＝ヴィルヌイユにある城で数年過ごした後、1218年に死去した。所領は叔母マルグリットとイザベルが継承した。ブロワの北部はイザベルのためにシャルトル伯領がつくられ、マルグリットが残りのブロワ伯領を継承し、二人はクレルモンをフランス王フィリップ2世に売却した。